# Els Castellons
Els Castellons és una dena al nord-oest del terme municipal de Morella (els Ports, País Valencià). Fins al 1927, el mas de Castellons fou la capçalera i des d'aleshores aquesta funció l'acompleix el mas de Torre Ciprés. Limita al nord amb el terme municipal de Sorita, la dena de la Pobla d'Alcolea i la dena d'Herbeset; al sud amb l'antic terme de Xiva de Morella, la dena de Morella la Vella i la dena de Font d'en Torres; a l'est amb la dena d'Herbeset; i a l'oest amb el terme de Palanques i l'antic terme d'Ortells. Dins dels límits de la dena dels Castellons es troba el port de Torremiró.
El 2009 comptava 14 habitants, disseminats pels diversos masos de la dena:
| - Mas de la Torre Ciprés (capital) - Mas d'Adell - Mas de les Beates - Molí de les Beates - Mas del Cabrer - Mas dels Castellons - Mas d'Estret de Portes - Mas de Martí - Mas dels Molins - Mas de Noguer | - Mas del Peiró - Mas de Pitarch o Barra - Mas de Plans - Mas de Ripollés - Mas de Tirado - Mas de la Torregenter - Mas de la Torre Miró - Mas de la Torreta Ràmia - Mas del Ventorrillo |  |